# Бій під Новопавлівкою
Бій під Новопавлівкою — військове зіткнення між Революційно Повстанської Армії України і частинами ВОХР (Війська Внутрішньої Охорони Республіки) РРФСР

## Історія
Так описується бій в донесення помічника по політичній частині, командира 82 окремої бригади BOXP. Він писав: Командир 430 батальйону т. Серехан, перебуваючи в ланцюзі, в бою 29 червня віддавав накази. Батальйон, оточений кавалерією противника, розстрілював останнього в упор, перейшовши в контратаку, під час якої бій майже перейшов в рукопашну (сутичку). У цей час комбат т. Серехан був зарубаний махновськими кавалеристами. Політком т. Галкін потрапив в полон. Незважаючи ні на які погрози махновців, червоноармійці комісара не видавали, але жителі села Олексіївки вказали, що він комісар і виступав на мітингах. Після чого т. Галкін був виведений з ладу і зарубаний.
Обставини бою 429 батальйону 29 червня такі. Батальйон, який прямував на село Новопавлівку, згідно з оперативним наказом, наткнувся на загін повстанців, які зайняла балку Горіхову. Зав'язався бій, причому в першу ж атаку комбат т. Волошин і був убитий. Командування прийняв його помічник т. Цвєтков. Завзятий бій тривав три з половиною години. Були витрачені всі набої, і деякі червоноармійці стали виймати і закидати затвори. Аби не допустити потрапити в полон, навіть підривали себе гранатами.
У потрапивших в полон, махновці стали випитувати, хто комісар і командир, але відповіді не отримали. Так політком батальйону т. Фролов виданий не був і благополучно пішов. У полоні були зарубані т. Цвєтков, т. Агапова, вдова колишнього комбата Агапова — червона сестра, командир роти т. Сухих та інші товариші.
Махновці, як передають, висловлювали здивування з приводу завзятості, проявленого батальйоном в бою, так як перед лютими контратаками вони здригнулися, і прибуття самого Махна до місця бою тільки підняло їх настрій. Під самим Махном вбито коня і убитий ад'ютант.

## Сили сторін
У Махно було 1,5 тисячі шабель, 1 тисяча піхоти, 100 кулеметів і 8 гармат. Кістяк цього підрозділу склали здалися в полон червоноармійці 42 дивізії.